# Rolette (Dakota Północna)
Rolette – miasto w Stanach Zjednoczonych, w stanie Dakota Północna, w hrabstwie Rolette.